# Stanisław Rzewuski (zm. 1759)
Stanisław Rzewuski z Bejdów herbu Krzywda (zm. w 1759 roku) – chorąży łukowski w latach 1750-1759, stolnik łukowski w latach 1739-1750, podczaszy łukowski w latach 1738-1739, łowczy łukowski w latach 1722-1738.

## Życiorys
Poseł na sejm nadzwyczajny 1750 roku z województwa lubelskiego.